# Río Tocache
Der Río Tocache, im Oberlauf Río Tingo Grande, ist ein 102 km langer linker Nebenfluss des Río Huallaga in der Provinz Tocache in der Region San Martín im zentralen Norden Perus.

## Flusslauf
Als Ursprung des Río Tocache gilt der etwa 4300 m hoch gelegene See Laguna Ushnomita. Dieser liegt an der Wasserscheide der peruanischen Zentralkordillere im äußersten Westen des Distrikts Shunte. Der Río Tocache durchquert auf den ersten 50 Kilometern das Bergland in überwiegend östlicher Richtung. Anschließend wendet sich der Río Tocache in Richtung Nordnordost, später nach Nordosten. Bei Flusskilometer 39 befindet sich am rechten Flussufer das Distriktverwaltungszentrum Monte Cristo. Bei Flusskilometer 22 trifft ein größerer Nebenfluss von Süden auf den Río Tocache. Auf seinen unteren 15 Kilometern durchquert der Fluss in ostnordöstlicher Richtung das breite flache Flusstal des Río Huallaga. Er bildet auf diesem Flussabschnitt einen verflochtenen Fluss. Knapp 4 km oberhalb der Mündung spaltet sich ein linker Mündungsarm ab. Die Hauptmündung befindet sich knapp 4 km nördlich der Provinzhauptstadt Tocache. Die Straße SM-110 führt entlang dem Flusslauf ins Gebirge und endet bei Flusskilometer 59.

## Einzugsgebiet
Das Einzugsgebiet des Río Tocache umfasst eine Fläche von 1377 km². Das Gebiet umfasst den Distrikt Shunte sowie Teile des Distrikts Tocache. Der Río Tocache entwässert einen Teil der Ostflanke der peruanischen Zentralkordillere. Im Norden grenzt das Einzugsgebiet an die der Flüsse Río Mishollo, Río Challhuayacu und Río Cañuto, im Westen an die der Flüsse Río Cajas und Río Huacrachuco, beides Nebenflüsse des Río Marañón, sowie im Süden an das des Río Chontayacu.

## Ökologie
Das obere Einzugsgebiet des Río Tocache liegt innerhalb des regionalen Schutzgebietes Bosques de Shunté y Mishollo.